# Argya
Argya es un género de aves paseriformes en la familia Leiothrichidae.

## Especies
Se reconocen las siguientes especies:
- Argya malcolmi (Sykes, 1832) – turdoide gris;
- Argya cinereifrons (Blyth, 1851) – charlatán cabecigrís;
- Argya squamiceps (Cretzschmar, 1827) – turdoide árabe;
- Argya fulva (Desfontaines, 1789) – turdoide rojizo;
- Argya altirostris (Hartert, 1909) – turdoide iraquí;
- Argya gularis (Blyth, 1855) – turdoide gorjiblanco;
- Argya earlei (Blyth, 1844) – turdoide de Earle;
- Argya caudata (Dumont, 1823) – turdoide indio;
- Argya huttoni (Blyth, 1847) – turdoide afgano;
- Argya rubiginosa (Rüppell, 1845) – turdoide herrumbroso;
- Argya aylmeri Shelley, 1885 – turdoide de Aylmer;
- Argya affinis (Jerdon, 1845) – turdoide piquigualdo;
- Argya striata (Dumont, 1823) – turdoide matorralero;
- Argya rufescens (Blyth, 1847) – turdoide cingalés;
- Argya longirostris (Moore, F, 1854) – turdoide picofino;
- Argya subrufa (Jerdon, 1839) – turdoide rufo.